# Lê Minh Bằng
Lê Minh Bằng là một nhóm sáng tác ca khúc nhạc vàng thành lập năm 1966 và hoạt động đến năm 1975, tên ghép từ nghệ danh của ba nhạc sĩ thành viên Lê Dinh, Minh Kỳ và Anh Bằng.

## Thành viên
Nhóm gồm 3 thành viên, trước đó họ là những nhạc sĩ đến từ 3 miền Bắc, Trung, Nam.
Tên thật Trần An Bường (1926–2015). Quê ở huyện Nga Sơn, tỉnh Thanh Hóa. Ông di cư vào Sài Gòn năm 1954. Về sau sáng lập Trung tâm Asia ở Hoa Kỳ.
Tên thật Nguyễn Phúc Vĩnh Mỹ (1930–1975), thuộc dòng dõi hoàng tộc, có vai vế ngang hàng với vua Bảo Đại và phục vụ trong ngành Cảnh sát Quốc gia Việt Nam Cộng hòa với cấp bậc đại úy vào năm 1975. Mất ngày 31 tháng 8 năm 1975.
Tên đầy đủ Lê Văn Dinh (1934–2020). Quê tại làng Vĩnh Hựu thuộc tỉnh Gò Công. Ông ghi tên học hàm thụ âm nhạc với trường École Universelle de Paris khi còn học trung học ở Gò Công. Ông làm trưởng phòng văn nghệ Đài Phát thanh Sài Gòn từ năm 1958 cho đến tháng 4 năm 1975. Sau này định cư tại Canada.

## Hoạt động âm nhạc
Nhóm được thành lập năm 1966 với đường lối sáng tác phục vụ cho mọi đối tượng. Bài hát đầu tiên của nhóm là bài "Đêm nguyện cầu".
Tuy ký tên chung Lê Minh Bằng nhưng không hẳn là ba người cùng ngồi vào bàn, cùng nhau sáng tác, hoặc mỗi người sáng tác riêng rồi mang vào tổ hợp ký tên chung nhau. Phần lớn sáng tác đều là của Anh Bằng, đôi khi có sự góp ý của Lê Dinh và Minh Kỳ trong việc sửa sang một vài lời ca, thêm bớt chi tiết, nhưng phần chính yếu trong việc sáng tác là do Anh Bằng.
Ngoài bút danh Lê Minh Bằng, nhóm còn dùng các tên Vũ Chương, Mạc Phong Linh, Mai Thiết Lĩnh, Mai Bích Dung, Dạ Ly Vũ, Dạ Cầm, Giang Minh Sơn, Hoàng Minh, Tây Phố, Trúc Ly, Tôn Nữ Thụy Khương, Phương Trà, Huy Cường, Mặc Vũ,  Ngọc Văn, Hoàng Liên, Thương Linh...
Ngoài sáng tác ca khúc, các hoạt động chính của nhóm còn có:
Mở lớp nhạc Lê Minh Bằng ở tại số 102/8 đường Hai Bà Trưng, Tân Định. Cả 3 thay phiên nhau giảng dạy về lý thuyết (nhạc lý, ký âm pháp) và thực hành luyện giọng, xướng âm. Có khoảng một trăm học viên nam nữ theo học, đào tạo được những ca sĩ nổi tiếng như Trang Mỹ Dung, Kim Loan, Trúc Mai, Giáng Thu,...
Thành lập ban nhạc Sóng Mới chuyên trình diễn trên Đài Phát thanh Sài Gòn.
Cố vấn cho ông Nguyễn Tất Oanh - giám đốc hãng dĩa hát Asia và nhà xuất bản Sóng Nhạc ở số 37 đường Phạm Ngũ Lão, trong việc lựa chọn bài hát và ca sĩ để thu thanh vào dĩa nhựa và ấn hành các bản nhạc rời để tung ra thị trường.
Phụ trách tổ chức chương trình tuyển lựa ca sĩ được tổ chức hàng tuần ở rạp hát Quốc Thanh, do Đài Phát thanh Sài Gòn thực hiện và được trực tiếp truyền thanh trên toàn quốc vào mỗi sáng Chủ nhật. Cuộc thi đã lựa chọn được những ca sĩ tên tuổi thắng giải như Tùng Lâm, Tăng Hồng (Duy Khánh), Hùng Cường, Vân Hùng, Hoàng Yến, Bích Thủy... Xen kẽ chương trình thi là các màn phụ diễn văn nghệ của các nghệ sĩ chuyên nghiệp của nhóm Lê Minh Bằng và vài nhóm khác.
Toàn bộ hoạt động này chấm dứt khi xảy ra sự kiện 30 tháng 4 năm 1975.
Năm 2006, Trung tâm Asia thực hiện chương trình Asia 52 - Huyền Thoại Lê Minh Bằng để vinh danh sự kết hợp tuyệt vời giữa 3 nhạc sĩ hàng đầu của nền âm nhạc Việt Nam.

## Băng nhạc Lê Minh Bằng
Năm 1979, sau khi đã định cư ở Hoa Kỳ, Anh Bằng dùng nhà để xe của ông làm phòng thâu thanh, thực hiện những băng cassette với tên Lê Minh Bằng do Trung tâm Thanh Lan độc quyền phát hành. Dần dần, ông đổi tên băng nhạc thành Sóng Nhạc, Dạ Lan rồi phát triển thành Trung tâm Asia. Danh sách bài hát sử dụng những bài hát cũ của nhóm Lê Minh Bằng, nhạc chọn lọc của các nhạc sĩ danh tiếng lẫn một số bài ông mới sáng tác.
1. Lê Minh Bằng 1 - Những Tâm Hồn Cô Đơn (1982)
2. Lê Minh Bằng 2 - Tình Đẹp Xót Xa (1982)
3. Lê Minh Bằng 3 - Áo Dài Quê Hương (1982)
4. Lê Minh Bằng 4 - Tình Là Sợi Tơ (1983)

## Danh sách tác phẩm
Danh sách này không đầy đủ, bạn cũng có thể giúp mở rộng danh sách.

### Lê Minh Bằng
- Bài ca ngày cưới (1967)
- Bài ca sinh nhật
- Chai đá
- Đêm nguyện cầu (1966)
- Đoàn tụ (1972)
- Hôm nay ngày mai (1971)
- Khát vọng
- Mẹ thôi khóc (1972)
- Mộng bay cao
- Một lời nguyền
- Một ông già (1969)
- Nếu thanh bình trở lại (1968)
- Người về sau cuộc chiến (1972)
- Những đêm chờ sáng (1972)
- Những nấm mộ hoang (1972)
- Những ngày giông bão
- Tại sao
- Tôi mơ
- Vòm trời tôi mơ
- Bốn ngã đường quê hương (1967)

### Mạc Phong Linh & Mai Thiết Lĩnh
- Chị ơi! đừng khóc em đi (1970)
- Chuyện tình Lan và Điệp 1, 2, 3 (1965)
- Chuyện tình Trương Chi Mỵ Nương (1965)
- Điệp khúc thương đau (1969)
- Duyên số (1970)
- Hai mùa mưa (1967)
- Sau lưng mùa mưa (1971)

### Mạc Phong Linh
- Anh không lại (Lê Dinh - Mạc Phong Linh)
- Biết tìm ở đâu
- Cho em giấc ngủ yên bình
- Chuyện tình Ngưu Lang Chức Nữ
- Con mẹ chưa về
- Đơn lạnh (1969)
- Giáo đường chiều chủ nhật (Lê Dinh - Mạc Phong Linh) (1969)
- Hai mùa phượng (Minh Kỳ - Mạc Phong Linh) (1970)
- Mưa đầu mùa (Anh Bằng - Mạc Phong Linh) (1968)
- Ngày xưa quen biết (Mạc Phong Linh - Hoàng Minh)
- Nhìn trăng (Minh Kỳ - Mạc Phong Linh) (1967)
- Những mùa hoa soan (Hoàng Minh - Mạc Phong Linh)
- Suối nguồn từ bi (Anh Bằng - Mạc Phong Linh)
- Thư cho bạn
- Trả lại (Mạc Phong Linh - Dạ Cầm) (1970)
- Trộm đào tiên (Minh Kỳ - Mạc Phong Linh)
- Từ miền đất lạnh (Mạc Phong Linh - Vũ Chương)
- Ưu tư lần đầu
- Viết từ KBC (Mạc Phong Linh - Hoàng Minh) (1970)

### Mai Bích Dung
- Cho người tình nhỏ (1974)
- Linh hồn tượng đá (1970)
- Tình thương vô cùng

### Dạ Cầm
- Ai hỏi tên anh (Minh Kỳ - Dạ Cầm) (1966)
- Âm thầm (Lê Dinh - Dạ Cầm)
- Anh đừng có lo (1970)
- Chồng lính (Minh Kỳ - Dạ Cầm)
- Chuyện ba mùa mưa (Minh Kỳ - Dạ Cầm) (1969)
- Chuyện tình bên hồ Than Thở (Minh Kỳ - Dạ Cầm)
- Dòng suối tương tư (1966)
- Dưới hoa đèn màu (Đêm vũ trường) (Minh Kỳ - Dạ Cầm)
- Đa tạ tình đời (Vũ Chương - Dạ Cầm) (1971)
- Đà Lạt hoàng hôn (Minh Kỳ - Dạ Cầm) (1968)
- Đêm công viên (Minh Kỳ - Dạ Cầm)
- Đêm gọi người yêu (Dạ Cầm - Vũ Chương) (1971)
- Đưa em về
- Hàn Ni (Mùa thu lá bay 2) (Lê Dinh – Dạ Cầm)
- Lần đầu cũng là lần cuối (Vũ Chương - Dạ Cầm) (1971)
- Mộng bay cao (Minh Kỳ - Dạ Cầm)
- Mộng thắm (1967)
- Nét đẹp thiên thần (Lê Dinh – Dạ Cầm) (1967)
- Nếu anh đừng hẹn (Lê Dinh – Dạ Cầm) (1967)
- Ngày tròn tuổi lính (Lê Dinh – Dạ Cầm) (1967)
- Nhớ gì không em
- Tâm sự của em (Dạ Cầm – Huy Cường)
- Thuận vợ thuận chồng
- Thương mẹ (Minh Kỳ - Dạ Cầm) (1969)
- Thương lính (Minh Kỳ - Dạ Cầm)
- Thương về miền đất lạnh (Minh Kỳ - Dạ Cầm) (1967)
- Tiếng hát hậu phương (Minh Kỳ - Dạ Cầm) (1966)
- Tính sao
- Tình và tiền (Nàng tiên của lính) (Minh Kỳ - Dạ Cầm) (1970)
- Trong vòng tay mẹ (Lê Dinh - Dạ Cầm)
- Tuổi học trò (Minh Kỳ - Dạ Cầm) (1969)
- Từ khi vắng anh (Thanh Sơn - Dạ Cầm)
- Vọng gác lưng đồi (Minh Kỳ - Dạ Cầm) (1966)
- Yêu thầm (Minh Kỳ - Dạ Cầm)

### Vũ Chương
- Anh khổ em thương (Anh Bằng - Vũ Chương)
- Bài ca thương
- Bao giờ (Minh Kỳ - Vũ Chương)
- Bốn ngã đường quê hương (Anh Bằng - Vũ Chương) (1967)
- Chỉ một mình em (Vũ Chương – Dạ Cầm)
- Chuyện một đêm (1968)
- Có anh (Minh Kỳ - Vũ Chương)
- Đa tạ tình đời (Vũ Chương - Dạ Cầm)
- Đám cưới nhà binh (Minh Kỳ - Vũ Chương) (1969)
- Đành nén thương đau
- Lính độc thân (Minh Kỳ - Vũ Chương)
- Lính dù lên điểm (1970)
- Lời này cho anh (Minh Kỳ - Vũ Chương)
- Mưa bay trên phố (Lê Dinh - Vũ Chương) (1969)
- Niềm tin (Lê Dinh - Vũ Chương)
- Nếu anh hỏi (Mạnh Quỳnh - Vũ Chương)
- Nếu mình găp nhau (Anh Bằng - Vũ Chương)
- Nếu tôi dưa em về (Anh Bằng - Vũ Chương)
- Nụ hoa chưa nở (Minh Kỳ - Vũ Chương) (1967)
- Sài Gòn thứ bảy (1967)
- Tình đời (Minh Kỳ - Vũ Chương) (1971)
- Tình hoang (Lê Dinh - Vũ Chương)
- Tôi hẹn ngày mai (Anh Bằng - Vũ Chương) (1968)
- Thường người ở lại (Anh Bằng - Vũ Chương) (1967)
- Thương vùng hỏa tuyến (Anh Bằng - Vũ Chương) (1967)

### Dạ Ly Vũ
- Cho tôi sống
- Giã từ đam mê (Minh Kỳ - Dạ Ly Vũ)
- Hồi tưởng (1967)
- Mai sớm em đi (Minh Kỳ - Dạ Ly Vũ) (1967)
- Một chuyến xe hoa (Minh Kỳ - Dạ Ly Vũ) (1971)
- Tình yêu trên đại dương
- Tuổi váo đời

### Tôn Nữ Thụy Khương
- Ân tình cũ
- Cung buồn tháng hạ (Lê Dinh - Tôn Nữ Thụy Khương) (1974)
- Lời đắng (Lê Dinh - Tôn Nữ Thụy Khương)
- Huế bây giờ (Lê Dinh - Tôn Nữ Thụy Khương)
- Mưa trên phố Huế (Minh Kỳ - Tôn Nữ Thụy Khương) (1973)
- Người em Vỹ Dạ (Minh Kỳ - Tôn Nữ Thụy Khương)

### Huy Cường
- Ai nói với em (Minh Kỳ - Huy Cường) (1965)
- Cánh hoa rừng
- Gáng mà lo (1971)
- Hai ngày ở biển (Linh Vũ - Huy Cường)
- Lính mơ (Lê Dinh - Huy Cường) (1969)
- Ngỏ ý (Minh Kỳ - Huy Cường)
- Số phận đôi ta (Anh Bằng - Huy Cường)
- Tâm sự của em (Anh Bằng - Huy Cường) (1966)
- Thanh bình cho anh, thanh bình cho em (Minh Kỳ - Huy Cường)
- Thiệp hồng báo tin (Minh Kỳ - Huy Cường) (1969)

### Mặc Vũ / Lê Huy
- Chuyện đồi hoa tím (Mặc Vũ - Lê Huy) (1968)
- Gác nhỏ vắng anh (1968)
- Kỷ niệm yêu (Anh Bằng - Mặc Vũ) (1969)
- Một người đi trên phố (Lê Dinh - Mặc Vũ)
- Trăng sao
- Với anh

### Hoàng Minh
- Cát bụi (Anh Bằng - Hoàng Minh) (1969)
- Đời Lan và Điệp (Hoàng Minh - Từ Châu) (1965)
- Một thoáng chiêm bao (Lê Dinh - Hoàng Minh)
- Những mùa hoa soan
- Nó (Anh Bằng - Hoàng Minh) (1972)
- Nửa đêm (1967)
- Thương Huế (Anh Bằng - Hoàng Minh) (1968)
- Tựa cánh bèo trôi (1973)
- Ưu phiền (Lê Dinh - Hoàng Minh)

### Thế Vinh
- Giã từ phố huyện (1969)
- Lời mẹ tôi (Minh Kỳ - Thế Vinh)
- Ly cà phê cuối cùng (Minh Kỳ - Thế Vinh) (1972)
- Mộng phù du
- Một thuở yêu anh (Minh Kỳ - Thế Vinh) (1970)

### Giang Minh Sơn
- Cô hàng xóm (1972)

### Phương Trà
- Biển dâu (Lê Dinh - Phương Trà) (1970)
- Đừng hỏi em (Anh Bằng - Phương Trà)
- Không còn có nhau (Lê Dinh - Phương Trà)
- Lỡ làng (Lê Dinh - Phương Trà)
- Ly ca (1974)[2]
- Tiếng hát nửa khuya
- Tuyết lạnh (Lê Dinh – Phương Trà) (1969)

### Tây Phố
- Đổi hờn (Lê Dinh - Tây Phố)
- Khung trời nhớ (Lê Dinh - Tây Phố)
- Lại một mùa mưa (Lê Dinh - Tây Phố)
- Mưa bay trên phố (Lê Dinh - Tây Phố)
- Như buổi ban đầu (Lê Dinh - Tây Phố)
- Như cõi hoang vu (Lê Dinh - Tây Phố)
- Rẽ lối (Lê Dinh - Tây Phố) (1969)
- Thoáng buồn
- Tiếng kinh cầu (Lê Dinh - Tây Phố)
- Trái duyên (Tây Phố - Phương Trà)
- Viết cho kỷ niệm (Lê Dinh - Tây Phố)

### Ngọc Văn
- Ai có biết
- Độc sầu
- Đừng bảo tại anh (Ngọc Văn - Thương Linh)
- Đừng gọi tên anh (Ngọc Văn - Thương Linh) (1969)
- Hai năm rồi
- Không phải tại chúng mình (Ngọc Văn - Thương Linh) (1969)
- Thôi anh về
- Thư về gia binh (1971)

### Thương Linh
- Ai khổ vì ai (1970)
- Còn gì cho em
- Vương Thúy Kiều (5 bài) (1965)

### Hoàng Liên[3]
- Đổi thay (Hoàng Liên - Hoa Linh Bảo) (1969)
- Hỏi anh hỏi em (Hoàng Liên - Hoa Linh Bảo)[4] (1969)
- Kiếp chinh nhân
- Mùa hoa soan
- Tiễn người sang ngang (Anh Bằng - Hoàng Liên) (1967)

### Mai Siêu Phong
- Lương Sơn Bá – Chúc Anh Đài (1965) (2 bài)

### Trúc Ly
- Áo đẹp nàng dâu (Anh Bằng - Trúc Ly) (1966)
- Bài hát này cho em (Lê Dinh - Trúc Ly) (1966)
- Ghé lại một đêm (Anh Bằng - Trúc Ly)
- Nàng áo tím (Anh Bằng - Trúc Ly) (1967)
- Ngày xa thành phố (1967)
- Nhật ký của hai đứa mình (Anh Bằng - Trúc Ly) (1966)
- Những đêm không ngủ (Lê Dinh - Trúc Ly)
- Sau ngày hành quân (Lê Dinh - Trúc Ly) (1966)

### T.H.
- Cảm thông cho nhau (Anh Bằng - T.H.)
- Căn nhà ngoại ô (Anh Bằng - T.H.) (1966)
- Chuyến xe hoa buồn (Anh Bằng - T.H.) (1974)
- Cuối đường (Anh Bằng - T.H.)
- Đành nén thương đau (Vũ Chương - T.H.)
- Đêm mưa thành phố (Anh Bằng - T.H.)
- Lệ ngâu (Minh Kỳ - T.H.)
- Mùa phượng (Anh Bằng - T.H.)
- Ngày mai con đi (Anh Bằng - T.H.)
- Ngoại ô buồn (Anh Bằng - T.H.) (1968)

### Cao Nguyên / Trần Cao Nguyên
- Những kiếp hoa (Trần Cao Nguyên) (1967)
- Thân gái (Lê Dinh - Cao Nguyên) (1968)
- Vào rừng (Anh Bằng - Cao Nguyên) (1969)

### Linh Vũ
- Ai là tri kỷ (Linh Vũ - Minh Sơn)
- Một lần ra di
- Tan vở (Anh Bằng - Linh Vũ)

### Phạm Lê Trần Vĩnh
- Giòng tâm sự (Lê Dinh - Phạm Lê Trần Vĩnh) (1967)
- Nhớ thương gửi lại thành đô (Lê Dinh - Phạm Lê Trần Vĩnh) (1967)

### Quốc Tuấn
- Duyên kiếp cầm ca (1969)
- Mở cửa xe hoa

### Trường Vũ
- Chuyện cung trăng (1969)
- Có gì đâu
- Mùa ly biệt

### Vũ Anh
- Lời này cho anh (Minh Kỳ - Vũ Anh)
- Tàu đi xa
- Tình con biên giới (Minh Kỳ - Vũ Anh)
- Xin hãy quên tôi (Anh Bằng - Minh Kỳ - Vũ Anh) (1971)

### Hoàng Hải / Ái Khanh / Thục Linh
- Chấp nhận (Hoàng Hải - Thục Linh)
- Đen bạc (Hoàng Hải - Ái Khanh)
- Kẻ nhớ người quên (Hoàng Hải - Thục Linh) (1970)
- Sống với nỗi buồn (Hoàng Hải)

### Khác
- Tâm tình người vợ trẻ (Minh Kỳ - Bảo Tâm)
- Phận tơ tằm (Minh Kỳ - Hồ Tịnh Tâm) (1972)
- Ước mơ (Lê Dinh - Hoàng Vũ) (1969)
- Tình ca hồ Than Thở (Khổng Vĩnh Thành)
- Má hồng Đà Lạt (Minh Kỳ - Lan Anh) (1974)
- Đêm dài (Lê Trần - Nguyễn Vĩnh)
- Kẻ ra đi (Anh Bằng - Ngọc Yến)
- Hủ ảo (Nguyễn Thị Kim Anh)
- Bão loạn (Anh Bằng - Thanh Ngọc Huyền)
- Giọt buồn không tên (Tô Giang) (1971)
- Người thợ săn và đàn chim nhỏ (Vương Đức Long) (1974)